# Princesse Kaguya
Pour les articles homonymes, voir Kaguya.
Princesse Kaguya (輝夜姫, Kaguyahime) est un manga de Reiko Shimizu. Il a été prépublié entre 1993 et 2005 dans le magazine LaLa et a été compilé en un total de vingt-sept volumes. La version française est éditée par Panini Manga. L'histoire est basée sur la légende japonaise de Kaguya-hime.
Le manga a remporté le 47e prix Shōgakukan dans la catégorie shōjo en 2002. Un drama CD est sorti en juillet 2003.

## Histoire

### Synopsis
Enfants, Akira, Yui, Midori et d'autres avec eux s'étaient enfuis de l'île de Kabuchi où ils ont passé toute leur vie, afin d'éviter d'être sacrifiés à la princesse Kaguya quand ils atteindraient seize ans. Malheureusement cela semble avoir été en vain, car ceux de leur groupe commencent à mourir dans d'épouvantables accidents peu de temps après avoir atteint l'âge fatidique. Les survivants décident donc de retourner sur l'île.

### La légende de la princesse Kaguya
Il était une fois un vieux coupeur de bambou. Un jour, il découvrit une toute jeune fille à l'intérieur d'un bambou qu'il venait de couper, et lui et sa femme la trouvèrent si belle qu'ils décidèrent de l'élever. Et elle grandit rapidement. Et en effet, elle devint la plus belle femme de la région, à tel point que ses parents adoptifs l'appelèrent Naotake no Kaguya Hime, ou la radieuse princesse des bambous. Bientôt, tous les hommes des environs voulurent l'épouser. La princesse Kaguya finit par épouser le seigneur de la région ; au bout d'un an elle lui annonça qu'elle n'était pas humaine, mais une descendante du peuple de la Lune. Et que le jour de la prochaine pleine Lune, son père le roi de la lune viendrait la chercher.
Supplications et soldats montant la garde furent vains ; mais avant de partir, la princesse fit cadeau à son époux d'un miroir magique dans lequel il pourrait librement contempler son reflet. Désespéré, le seigneur essaya de suivre son épouse et grimpa sur le mont Fuji pour se rapprocher de la princesse. Et, de dépit, se jeta dans le cratère du volcan, emportant avec lui le miroir magique. Depuis, on dit que les éruptions du mont Fuji expriment le dépit du seigneur.

## Personnages
Akira Okada (岡田晶, Okada Akira)
Yui Lindros (由･リンドロス, Yui Rindorosu)
Midori Matsuzawa (松沢碧, Matsuzawa Midori)
Mayu Okada岡田まゆ (Okada Mayu)

## Publication
La série a débuté en 1993 dans le magazine LaLa et s'est terminée en 2005. Les vingt-sept volumes reliés ont été publiés par Hakusensha entre avril 1994 et mars 2005. Une édition bunko de quatorze tomes a vu le jour entre mai 2007 et mai 2008,. Un artbook est également sorti en octobre 2002.
La version française est publiée par Panini Manga à partir de 2004, mais a été stoppée au volume 17 (paru en 2013, l'arrêt de publication a lui été annoncé en 2018). De même la série est sortie chez Panini Allemagne mais a été stoppée au volume 13. Elle est néanmoins publiée dans son intégralité par Panini Italie, sous le titre La Principessa Splendente. La série est également disponible en intégralité en chinois traditionnel chez l'éditeur taiwanais Tong Li.